# Thiébaut Frères

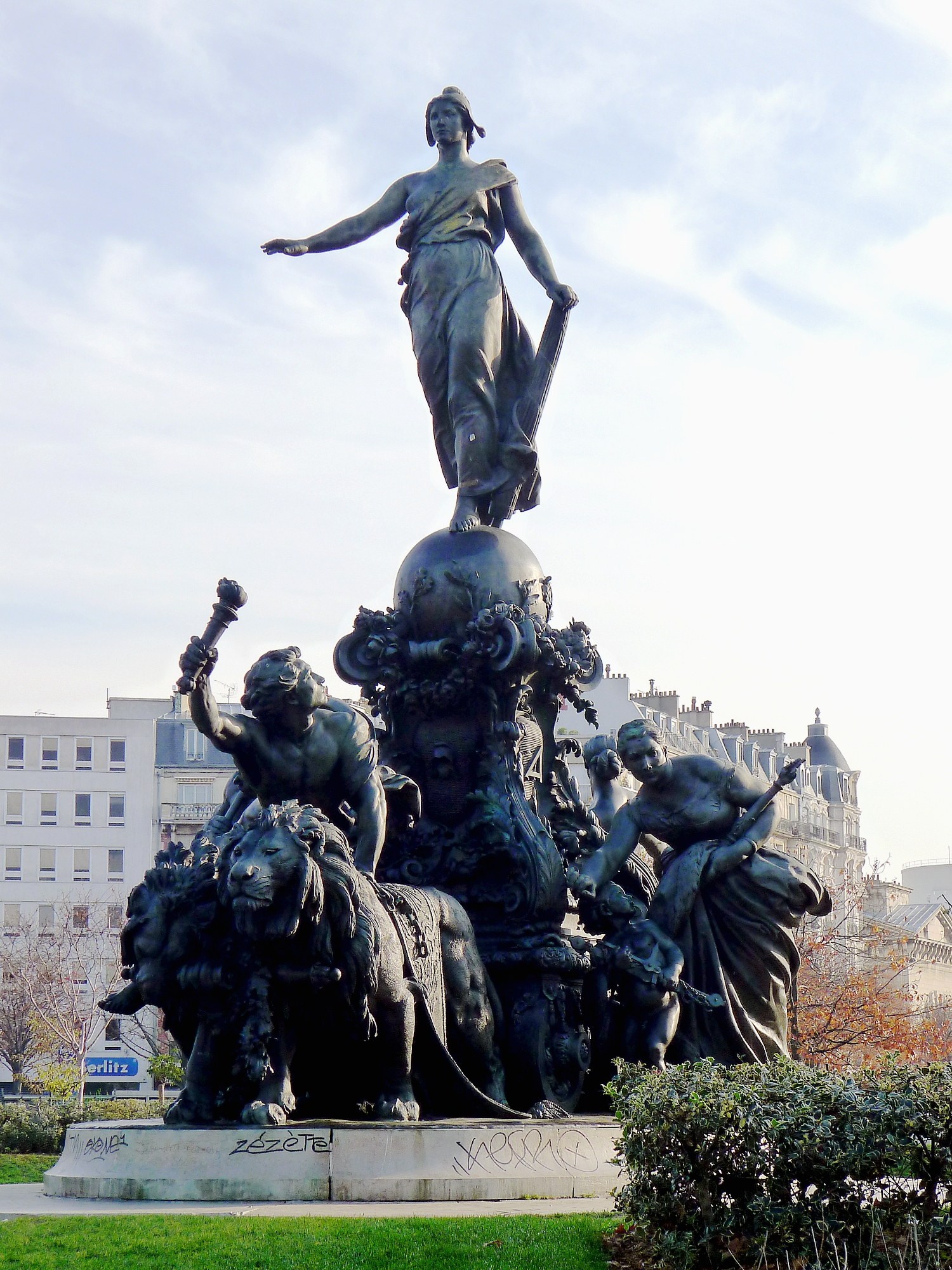
Le Triomphe de la République de Jules Dalou es una escultura realizada por la fundición Thiébaut Frères, se ubica en la Plaza de la República en París, Francia.

Thiébaut Frères es el nombre de un taller de fundición parisino responsable de una enorme cantidad de trabajos escultóricos en metal durante el siglo XIX y el primer cuarto del siglo XX.

## Historia
Fue Charles Cyprien Thiébaut (1769-1830), hijo de un humilde curtidor quien gracias a su trabajo en un pequeño taller del que llegó a ser director con tan sólo 18 años, inicia la carrera de la firma.
En 1827 su hijo Charles Antoine Floréal se convierte en el único dirigente de la compañía tras un periodo en que ambos trabajaron como socios. Charles Antoine adopta el nombre de Thiébaut Sr., estableciéndose en la Rue de Faubourg-Saint-Denis y fabricando cilindros de cobre para impresión sobre lonas o como objetos artísticos.
Al igual que ocurriera antes Charles Antoine empezó a colaborar con su propio hijo Victor (nacido en 1828) bajo la marca Thiébaut e hijos. Producen bastidores industriales y bronces artísticos. Victor Thiébaut, prontamente dejado al cargo de los negocios, llevó a la firma una gran prosperidad. En 1851 crea propiamente la fundición para objetos de arte, de la cual obtuvo en principio moldes sin refinar que enviaba a otros fabricantes, como Barbedienne, para su remate. A continuación comenzó a producir ediciones para diferentes escultores tales como d'Angers (La Libertad y unos medallones que luego se ofrecían a los clientes a precios variables entre 7,5 y 30 francos), Carpeux, Diéboit, Falguiere y otros muchos. También realizó algunos jarrones, copas y adornos para chimeneas. En 1864 trae unos modelos de la fundición Eck y Durand, que acababa de cerrar. Victor hizo también bastidores para obras monumentales como el san Miguel atacando al Dragón de Duret o la escultura de Napoleón Bonaparte que Dumont ideó para la columna de la Place du Vendome.
Cada vez más afectado por la ceguera, Victor Thiebaut cedió la empresa a sus tres hijos Victor, Jules y Henri, que además era escultor. Discurría el año 1870 y la guerra Franco-Prusiana exigía de los fundidores apoyo al esfuerzo bélico, por eso no sería hasta 1877 cuando los hermanos Thiébaut trasladaron los talleres de la Rue de Faubourg a la Rue de Villiers (actualmente Rue Guersant), y hasta 1880 no abrieron el comercio en la Avenida de la Ópera. Entre los incontables bronces creados por la fundición en este periodo destacan algunos trabajos monumentales la Gloria Victis de Mercié, el monumento a la defensa de Paris de Barrias, la escultura de Alejandro Dumas padre de Gustave Doré, y la reducción de la Estatua de la Libertad creada por Bartholdi para el puente Grenelle, gracias a estos y otros trabajos el estudio ganó reputación internacional y participó en diversas exposiciones.
Sin embargo la muerte de Jules y Henri deja solo a Victor a cargo del negocio familiar, y tuvo que escindir parte de la firma a Fumiere y Gavignot, con lo que sus trabajos se sellaron desde entonces como "Thiébaut Freres, Fumiere y Gavignot sucesores", siguiendo una prolífica producción a nivel internacional, con piezas como el monumento a Cristóbal Colón para La Habana en conmemoración del cuarto centenario del Descubrimiento de América, hoy situado en Valladolid (ver Monumento a Colón (Valladolid)).
En 1898 Rodin firma contrato de tenencia con la empresa para las ediciones de San Juan bautista y la Juventud Triunfante en diversos tamaños.
Con el comienzo del siglo XX Victor Thiébaut vende su fundición a Gasne, a quien suceden Malesset y Fulda, es a éste a quien Fumiere (en solitario) compra en 1919 los derechos de utilización de la marca "Thiebaut Freres". En 1926 la firma detuvo su actividad y se vendieron todos los moldes.